# Megaloctena buxivora
Megaloctena buxivora är en fjärilsart som beskrevs av Mamoru Owada 1991. Megaloctena buxivora ingår i släktet Megaloctena och familjen nattflyn. Inga underarter finns listade i Catalogue of Life.